# Loi sur l'impôt sur les dépôts dans les établissements de crédit
Lire en ligne

(ca) LLEI 4/2014, del 4 d'abril, de l'impost sobre els dipòsits en les entitats de crèdit.

La loi sur l'impôt sur les dépôts dans les établissements de crédit, également dite sur l'impôt sur les dépôts bancaires (en catalan Llei de l'impost sobre els dipòsits en les entitats de crèdit ou Llei de l'impost sobre els dipòsits bancaris) est une loi adoptée par le Parlement de Catalogne, promulguée le 4 avril 2014. Elle crée un impôt sur les établissements de crédit opérant en Catalogne à raison du montant des dépôts bancaires qu'ils détiennent, à un taux de 0,3 à 0,5 %, qui succède à un dispositif similaire instauré par un décret-loi de 2012.
La loi est adoptée par le Parlement le 26 mars 2014 par 104 voix « pour » de Convergence et Union (CiU), Esquerra Republicana de Catalunya (ERC), du Parti des socialistes de Catalogne (PSC), d'Iniciativa per Catalunya Verds - Esquerra Unida i Alternativa (ICV-EUiA) et de la Candidature d'unité populaire (CUP), et 26 voix « contre » du Parti populaire catalan (PPC) et de Ciutadans (C's). Elle est contestée par le gouvernement espagnol et annulée par le Tribunal constitutionnel en mai 2015.

## Contexte

### Taxation des dépôts bancaires en Espagne
L'impôt sur les dépôts bancaires est un prélèvement obligatoire versé par les banques à raison du montant des dépôts bancaires qu'elles détiennent. Il a un objectif essentiellement budgétaire, c'est-à-dire qu'il vise à rapporter des revenus à l'administration.
En Espagne, le premier impôt de ce type a été introduit en Estrémadure en 2001. L'Andalousie et les Canaries ont également créé un impôt sur les dépôts bancaires, et les Asturies l'ont prévu dans leur budget pour 2013. Le gouvernement espagnol de José María Aznar a contesté devant le Tribunal constitutionnel la capacité des communautés autonomes à taxer les dépôts bancaires en 2001, en soutenant que l'impôt porte atteinte à l'unité du marché espagnol. Le recours est rejeté en novembre 2012 par le Tribunal constitutionnel, qui donne raison aux communautés autonomes.

### Décret-loi du 18 décembre 2012
En Catalogne, le gouvernement a créé un impôt sur les dépôts bancaires par un décret-loi du 18 décembre 2012. La taxation des dépôts bancaires était une revendication de longue date des indépendantistes de gauche d'Esquerra Republicana de Catalunya (ERC), à laquelle le gouvernement dirigé par les nationalistes de Convergence et Union (CiU) accède après s'y être longtemps opposé. Cette décision intervient dans le cadre de l'accord de gouvernement entre CiU et ERC, qui est conclu le même jour.
Pour empêcher la taxation des dépôts bancaires en Catalogne et dans les autres communautés autonomes, le gouvernement espagnol a lui-même adopté le 30 novembre 2012 un impôt équivalent au niveau de l'État, mais au taux de 0 %. Cette taxe, qui n'a aucun rendement, vise à retirer aux communautés autonomes leur pouvoir fiscal : en effet, la loi organique sur le financement des communautés autonomes (ca) (LOFCA) prévoit que celles-ci ne peuvent pas créer d'impôts portant sur un objet déjà taxé par l'État. Le gouvernement espagnol entend ainsi défendre l'unité du marché espagnol en empêchant l'intervention des communautés autonomes.
Par suite, le gouvernement espagnol a attaqué le décret-loi sur l'impôt sur les dépôts dans les établissements de crédit catalan devant le Tribunal constitutionnel, trois jours après son adoption. Celui-ci a suspendu provisoirement le décret-loi pour une période de cinq mois.
En retour, le gouvernement et le Parlement catalans ont engagé un recours contre l'impôt espagnol devant le Tribunal constitutionnel, au motif que cette mesure, qui ne génère aucune ressource, a pour seul objectif de limiter l'autonomie financière des communautés autonomes en les empêchant d'exercer leur pouvoir fiscal.

## Adoption

### Projet de loi (janvier 2013)
Le projet de loi sur l'impôt sur les dépôts dans les établissements de crédit est issu du décret-loi du 18 décembre 2012. Lors de sa validation le 23 janvier 2013, le Parlement de Catalogne décide à l'unanimité d'inscrire le texte comme projet de loi, afin qu'il soit à nouveau examiné suivant une procédure parlementaire régulière.
Le projet de loi est débattu par le Parlement le 27 février 2013. Aucun groupe politique ne dépose d'amendement de rejet. L'avenir du texte est cependant incertain, en raison de la menace de recours du gouvernement espagnol, et alors que le Tribunal constitutionnel a déjà suspendu le décret-loi le 15 janvier 2013.
Après la levée de la suspension du décret-loi, en mai 2013, le gouvernement entreprend de négocier avec l'État central pour obtenir une part du produit de l'impôt espagnol sur les dépôts bancaires, soit par le transfert de l'impôt aux communautés autonomes, soit par une compensation financière pour leur perte de ressources fiscales. Ces options sont étudiées par le gouvernement espagnol qui annonce des projets en ce sens à la fin de l'année 2013, mais demeurent sans suite. En juillet 2014, le gouvernement espagnol décide d'appliquer un impôt uniforme, à un taux faible de 0,03 %, dans toute l'Espagne, et d'éliminer les impôts créés par les communautés autonomes.

### Adoption par le Parlement (mars 2014)
Alors que les tentatives de négociation avec l'État central se heurtent au refus du gouvernement espagnol, la procédure parlementaire pour l'adoption de l'impôt catalan sur les dépôts bancaires se poursuit jusqu'en 2014.
La loi sur l'impôt sur les dépôts dans les établissements de crédit est adoptée par le Parlement de Catalogne le 26 mars 2014, par 104 voix « pour » et 26 voix « contre ». Les partis de la majorité parlementaire, Convergence et Union (CiU) et Esquerra Republicana de Catalunya (ERC), ainsi que les partis d'opposition de gauche, le Parti des socialistes de Catalogne (PSC), Iniciativa per Catalunya Verds - Esquerra Unida i Alternativa (ICV-EUiA) et la Candidature d'unité populaire (CUP), ont voté « pour ». Les partis d'opposition de droite, le Parti populaire catalan (PPC) et Ciutadans (C's), ont voté « contre »,.

## Contenu
La loi sur l'impôt sur les dépôts dans les établissements de crédit crée une taxe frappant les banques à raison des dépôts bancaires qu'elles détiennent.
Les personnes assujetties à l'impôt sont les établissements de crédit qui ont leur siège, une succursale ou un établissement en Catalogne. Ils ont interdiction de répercuter l'impôt sur leurs clients, c'est-à-dire sur les déposants. Les autorités monétaires publiques sont exemptées de l'impôt.
L'assiette de l'impôt est constituée du montant des dépôts bancaires détenus par les banques dans leurs établissements situés en Catalogne. Des déductions sont prévues en fonction du nombre d'agences bancaires ouvertes en Catalogne, et pour les fonds destinés à des œuvres sociales.
Le taux de l'impôt est progressif en fonction du montant des dépôts détenus :
- 0,3 % jusqu'à 150 millions d'euros ;
- 0,4 % entre 150 et 600 millions d'euros ;
- 0,5 % au-delà de 600 millions d'euros.

L'impôt est recouvré par l'Agència Tributària de Catalunya (ca).
La loi prévoit des sanctions en cas d'infraction.
La loi maintient en vigueur le décret-loi du 18 décembre 2012 auquel elle succède, et organise la transition entre les deux normes. Les nouvelles règles d'imposition sont très similaires aux précédentes.

## Application
La loi sur l'impôt sur les dépôts dans les établissements de crédit entre en vigueur le lendemain de sa publication, soit le 10 avril 2014.
Le gouvernement prend un règlement d'application le 23 septembre 2014, qui précise les modalités du recouvrement de l'impôt. Pour l'exercice 2013, il doit être liquidé par les banques entre le 1er et le 20 octobre 2014. Un recouvrement en deux versements, en mai et en novembre, est prévu pour les années suivantes. Alors que la Généralité est encore dans une situation financière difficile, l'entrée en vigueur de l'impôt sur les dépôts bancaires est très attendue par le gouvernement. Celui-ci prévoit d'utiliser le montant recouvré pour rétablir la paie supplémentaire des fonctionnaires, dont la suppression était l'une des mesures emblématiques de la politique d'austérité budgétaire menée dans les années précédentes.
L'application de la loi est néanmoins perturbée par le chaos juridique provoqué par la collision entre les deux normes, catalane et espagnole, qui régissent le même impôt, et sur lesquelles le Tribunal constitutionnel ne s'est pas encore prononcé. Pour l'exercice 2013, l'assiette de l'impôt est de 184 690 millions d'euros, ce qui correspond à un rendement prévu de 670 millions d'euros. Ce montant n'est pas recouvré, car les banques assujetties à l'impôt contestent celui-ci devant les tribunaux pour son incompatibilité avec son équivalent espagnol. Seuls 2,65 millions d'euros sont effectivement perçus en octobre 2014.
En mars 2015, la Catalogne perçoit 32,3 millions d'euros de l'État, qui correspondent à une part du montant de l'impôt espagnol sur les dépôts bancaires destinée aux communautés autonomes. En raison du très faible taux de cet impôt, qui est de 0,03 %, cette somme est largement inférieure au rendement de 635 millions d'euros escompté par la Généralité grâce à son propre impôt pour l'exercice 2014.

## Annulation par le Tribunal constitutionnel

### Recours (décembre 2014)
Le 26 décembre 2014, le gouvernement espagnol décide d'exercer un recours contre la loi sur l'impôt sur les dépôts dans les établissements de crédit devant le Tribunal constitutionnel, conformément à sa volonté affirmée d'éliminer la taxation des dépôts bancaires par les communautés autonomes.
Le Tribunal constitutionnel déclare le recours recevable et suspend la loi le 20 janvier 2015.

### Annulation (mai 2015)
Le Tribunal constitutionnel donne une première fois raison à l'État espagnol en rejetant le recours du Parlement de Catalogne et du gouvernement catalan contre l'impôt espagnol sur les dépôts bancaires en février 2015. Il juge que l'État a « la capacité de limiter la compétence des autonomies » pour uniformiser la fiscalité, y compris en créant un impôt à taux zéro.
Le 28 mai 2015, la loi sur l'impôt sur les dépôts bancaires est annulée par le Tribunal constitutionnel, qui déclare également « inconstitutionnel et nul » le décret-loi du 18 décembre 2012 qui l'avait précédée. Le Tribunal constitutionnel juge que l'impôt catalan sur les dépôts bancaires empiète sur les compétences de l'État car il « coïncide dans ses éléments essentiels avec son homonyme étatique » et est donc incompatible avec ce dernier.

## Projets ultérieurs
En 2016, le nouveau gouvernement de Carles Puigdemont étudie les possibilités de recréer une taxe sur les dépôts bancaires qui ne soit pas annulée par le Tribunal constitutionnel. En effet, la Généralité est financièrement fragilisée par l'invalidation de la loi sur l'impôt sur les dépôts dans les établissements de crédit. Lors de la préparation du projet de budget pour 2016, le gouvernement indique que les annulations contentieuses de lois catalanes ont provoqué une perte de ressources annuelle de 880 millions d'euros, dont 688 millions d'euros pour le seul impôt sur les dépôts bancaires.
En juin 2016, le secrétaire à la fiscalité, Lluís Salvadó, annonce que le gouvernement étudie la création d'un nouvel impôt sur les dépôts bancaires, ainsi que d'un nouvel impôt sur les centrales nucléaires, après que ce dernier a également été annulé par le Tribunal constitutionnel.